# NGC 4014
NGC 4014 este o galaxie spirală situată în constelația Părul Berenicei. A fost descoperită în 30 decembrie 1783 de către William Herschel. Se află la o distanță de 62,6 de megaparseci de Pământ.